# ملعب رور
روهر شتاديون ((بالألمانية: Ruhrstadion)‏؛ [ˈʁuːɐ̯ˈʃtaːdi̯ɔn]) يعرف أيضًا باسم ريفيرباور شتاديون (بالألمانية: rewirpowerSTADION)‏ لأسباب الرعاية، هو ملعب كرة قدم يقع في ألمانيا، يتسع لجلوس 29,299 متفرج. بدأ بناؤه في 1921 وتمت توسعته في 1976. تم تجديده في 1997 وهو الملعب الرسمي لنادي بوخوم.

## المباريات التي استضافها
| 2 يوليو 1922   | 0–0 | المجر      | مباراة ودية            |
| 23 سبتمبر 1981 | 7–1 | فنلندا     | تصفيات كأس العالم 1982 |
| 11 مايو 1986   | 1–1 | يوغوسلافيا | مباراة ودية            |
| 14 أبريل 1993  | 6–1 | غانا       | مباراة ودية            |